# Coleophora dubiosa
Coleophora dubiosa é uma espécie de mariposa do gênero Coleophora pertencente à família Coleophoridae.